# Sem-Peixe
Sem-Peixe là một đô thị thuộc bang Minas Gerais, Brasil. Đô thị này có diện tích 176,439 km², dân số năm 2007 là 2950 người, mật độ 14,7 người/km².